# Parcul din satul Stolniceni
Parcul din satul Stolniceni, raionul Edineț, este amplasat la marginea de sud-est a satului sus-numit, la 18 km sud de orașul Edineț. Are o suprafață de 3 ha. Este o arie protejată din Republica Moldova, reprezentând un monument de arhitectură peisagistică. În 1998, se afla în administrarea unui spital de sector al Ministerului Sănătății.

## Istoric

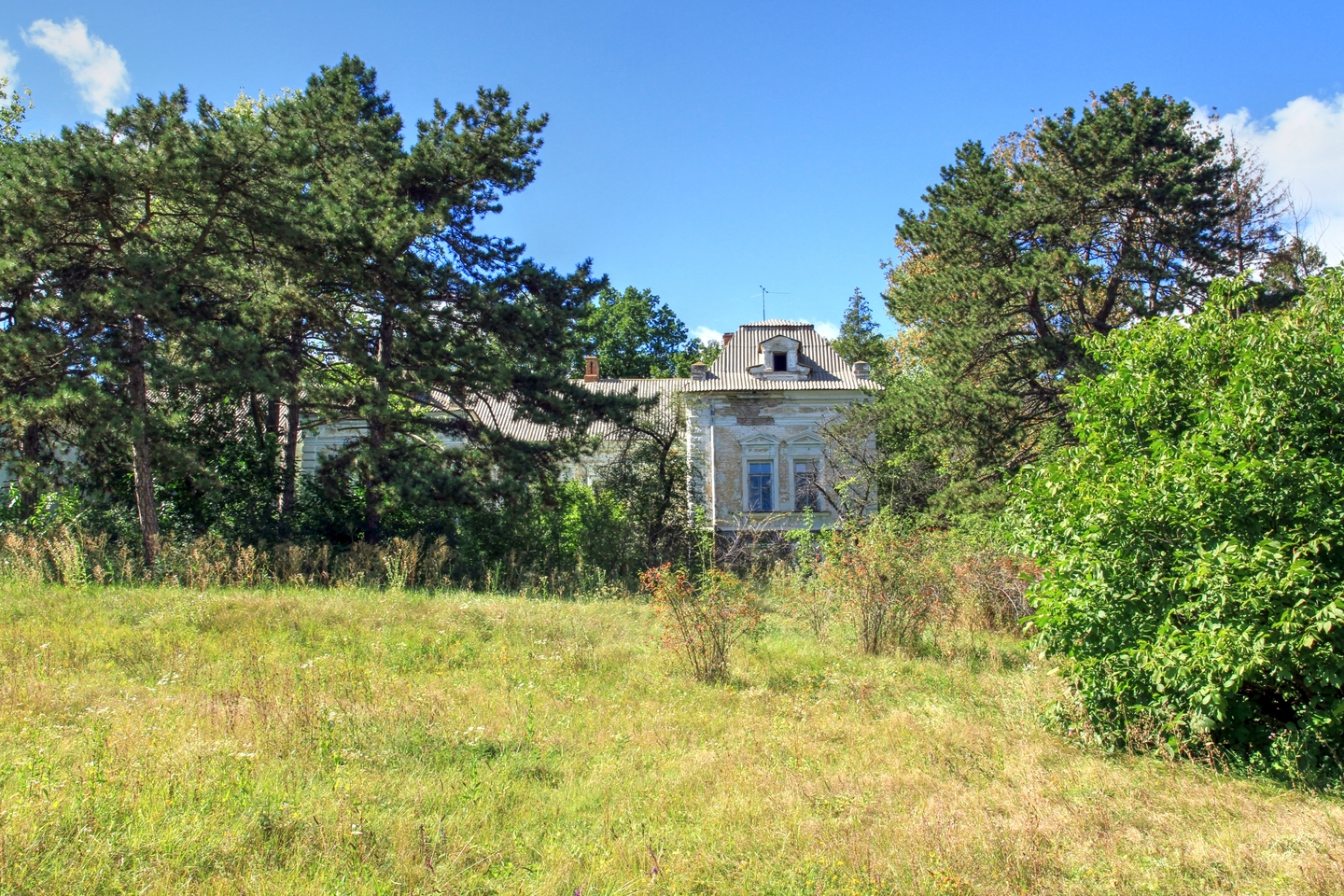
Clădirea spitalului, înconjurată de vegetație

Lângă satul Stolniceni, pe moșia moșierului basarabean V. E. Stroescu (1795-1875), a fost ridicat în anul 1882 un spital de boli infecțioase. Primăria comunei îl atestă pe V. E. Stroescu ca fondator al spitalului, deși acesta a decedat cu 7 ani înainte de deschidere. Cel mai probabil spitalul a fost inaugurat de moștenitorul moșiei — cel mai mare fiu al lui V. E. — Mihail Stroescu, care moștenise 1.000 ha de pământ în Stolniceni. După moartea lui Mihail, spitalul a fost întreținut de soția sa, Eliza.
În 1910, V. V. Stroescu, fratele lui Mihail Stroescu, a amenajat lângă spital o livadă de pomi fructiferi și un parc dendrologic: livada cu spitalul ocupând 1,5 ha, iar parcul încă 1,5 ha.
Spitalul a funcționat până la sfârșitul secolului al XX-lea, fiind închis din motive financiare. În prezent, clădirea este un monument de arhitectură de însemnătate națională, cu denumirea „Spitalul cu parc dendrologic din Stolniceni”.

## Descriere

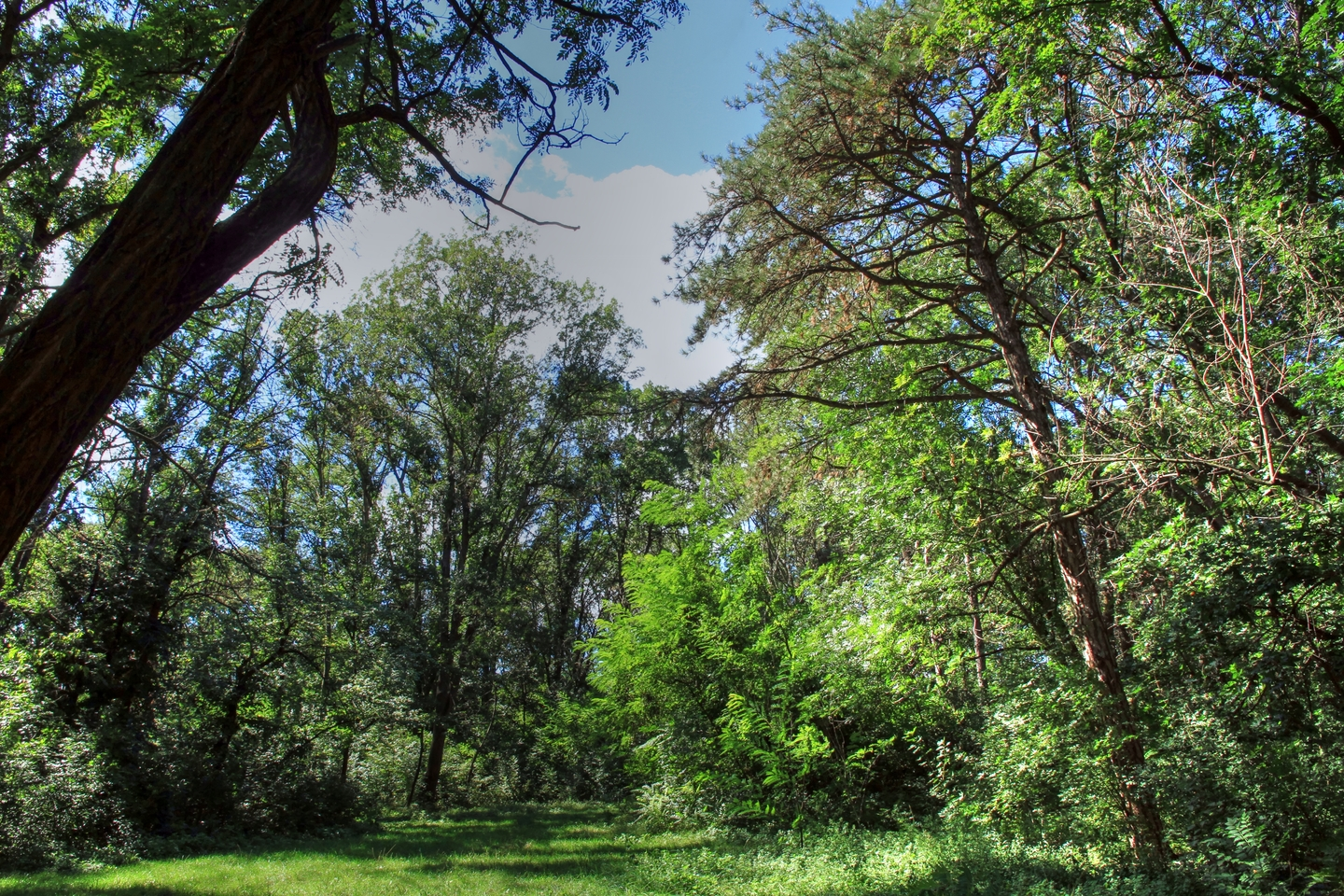
Peisaj în parc

Complexul este amplasat pe un deal cu expoziție nordică, la o distanță de 2-3 km sud-est de Stolniceni. Intrarea este situată în partea de sud-est. Livada se afla pe ambele părți ale drumului de acces; astăzi aceasta este pe cale de dispariție. Complexul este împărțit în două regiuni de suprafață egală: a spitalului și a parcului propriu-zis. Împrejurul spitalului sunt amplasate grupuri de arbori și arbuști decorativi, iar în spatele clădirii vegetația densă a parcului.
Parcul beneficiază de îngrijire și atenție din partea primăriei comunei și a locuitorilor satului.

### Structura compozițională
Teritoriul este înconjurat de un gard viu, format din exemplare de glădiță și paltin de câmp. Parcul este separat de clădiri de un gard de Caragana arborescens (pe cale de dispariție), un rând de molizi și pini moi. În interiorul parcului este amplasată o alee de ulmi și paltini de câmp, plantată în forma literei „S”, de la denumirea satului și, probabil, de la numele de familie al fondatorului.

### Dendroflora

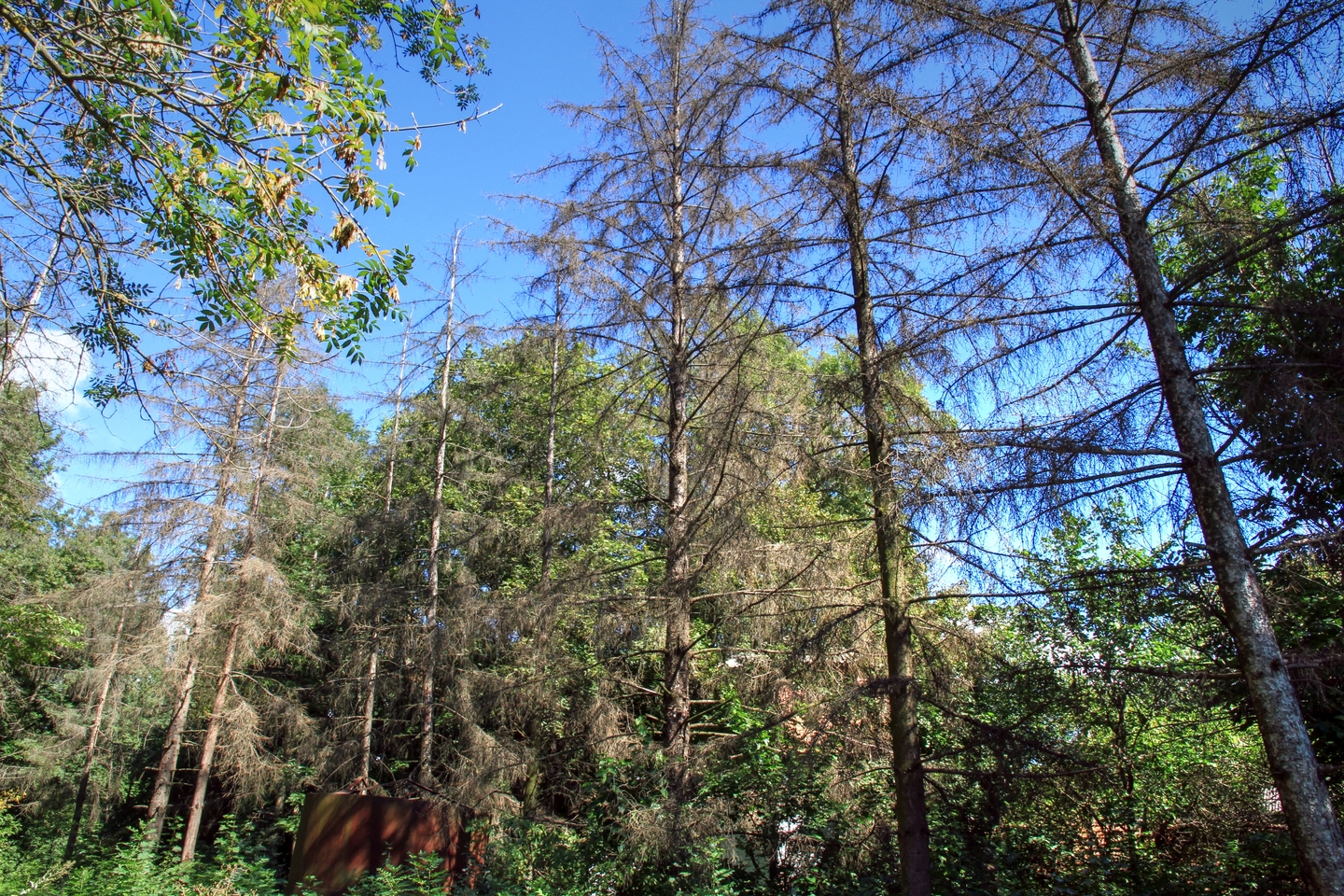
Rând de conifere

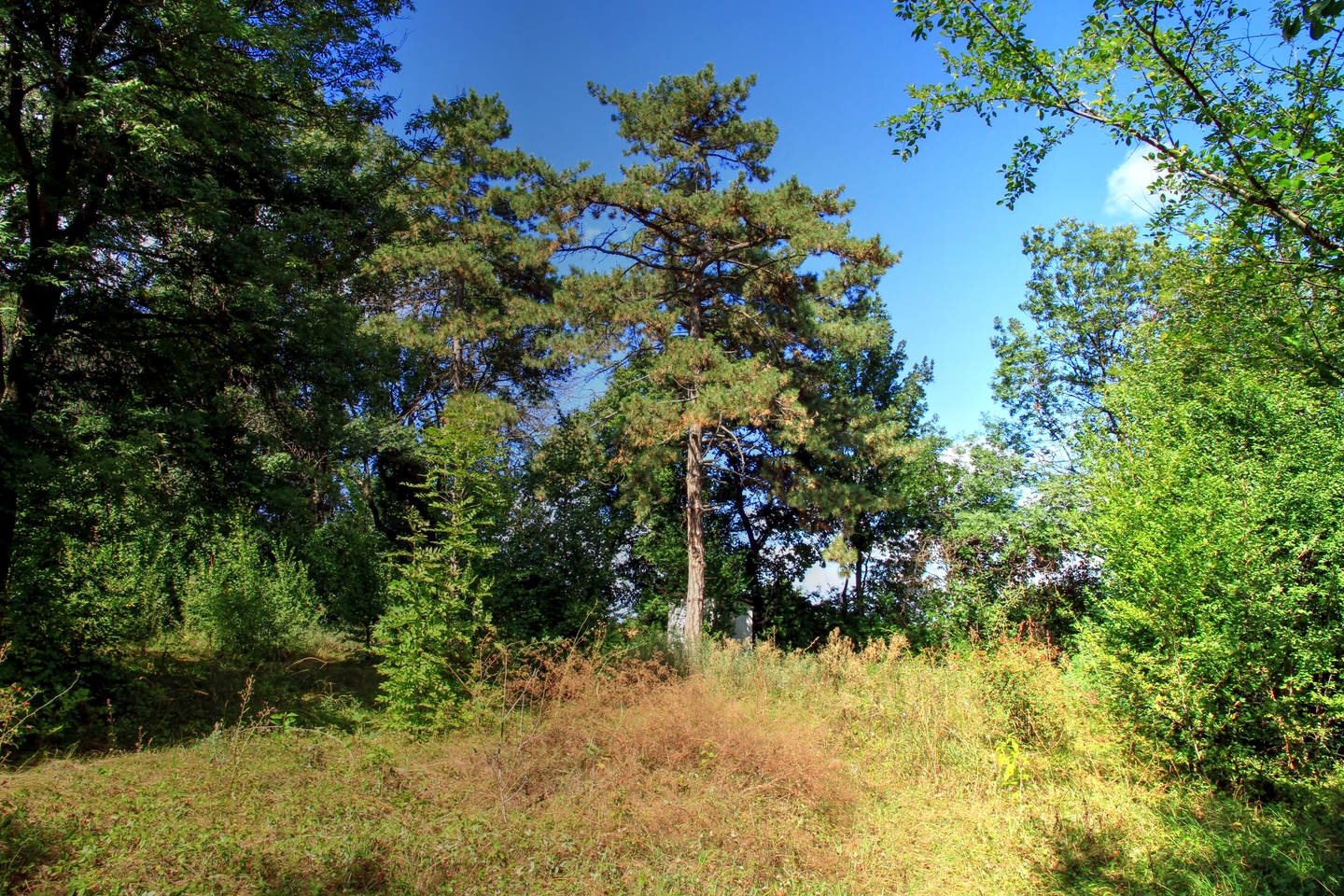
Pin

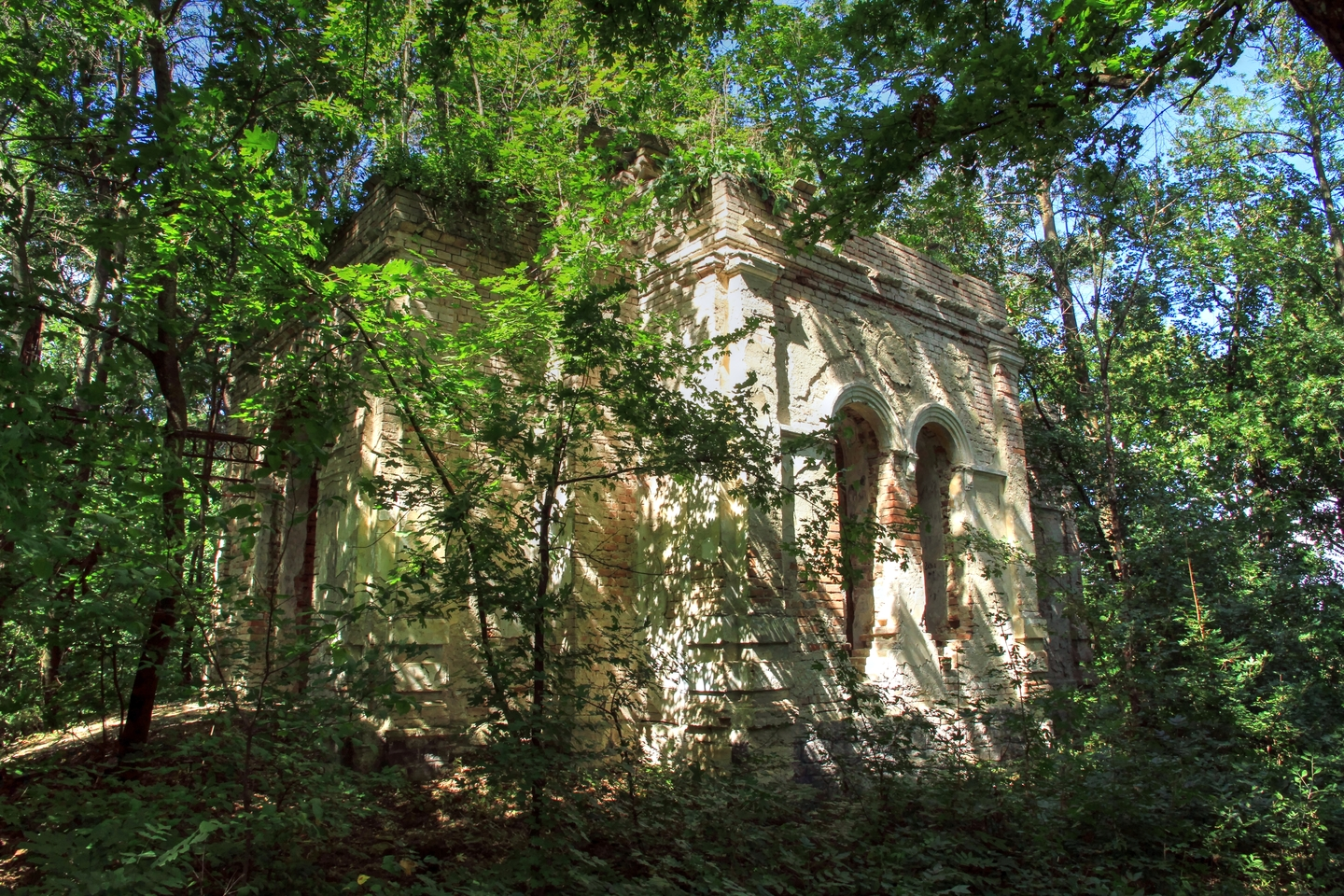
Fosta capelă

Fondul dendrologic al parcului număra, în 2013, 26 de specii și forme de plante, majoritatea de proveniență străină. Plantele exotice, deși rezistă la geruri și arșițe, au o longevitate redusă din cauza condițiilor climaterice relativ nefavorabile.
Lista speciilor de plante lemnoase ale parcului din Stolniceni este prezentată în tabel.
| Nomenclatura binară                       | Denumirea populară           | Proveniență geografică     |
| ----------------------------------------- | ---------------------------- | -------------------------- |
| Conifere                                  |                              |                            |
| Abies alba Mill.                          | Brad alb                     | Europa de sud și de mijloc |
| Biota orientalis Endl.                    | Biota orientală              | China de nord-vest         |
| Picea excelsa Link.                       | Molid obișnuit               | Europa                     |
| Picea excelsa f. columnaris Carr.         | Molid obișnuit f. columnaris | Europa                     |
| Pinus nigra Arn.                          | Pin negru                    | Europa de sud              |
| Pinus silvestris L.                       | Pin silvestru                | Europa, Siberia            |
| Pinus strobus L.                          | Pin moale                    | America de Nord            |
| Angiosperme                               |                              |                            |
| Acer campestre L.                         | Jugastru                     | Europa de sud și de mijloc |
| Acer tataricum L.                         | Arțar tătăresc               | Europa de sud-est, Iran    |
| Acer platanoiides L.                      | Paltin de câmp               | Europa până la Ural        |
| Aesculus hippocastanum L.                 | Castan porcesc               | Peninsula Balcanică        |
| Caragana arborescens L.                   | Caragana                     | Siberia, Manciuria         |
| Celtis occidentalis L.                    | Sâmbovină                    | America de Nord            |
| Cerasus avium (L.) Molnch.                | Cireș sălbatic               | Europa de sud și de mijloc |
| Fraxinus excelsior L.                     | Frasin obișnuit              | Europa de sud-vest         |
| Frazinus excelsior f. monofila Kutz.      | Frasin obișnuit f. monofila  |                            |
| Gleditschia triacanthos L.                | Glădiță                      | America de Nord            |
| Gleditschia triacanthos f. inermis Pursk. | Glădiță fără spini           | America de Nord            |
| Philadelphus pubescens Lois.              | Lămâița                      | Europa de sud-vest         |
| Populus simonii Carr.                     | Plop chinezesc               | Asia centrală și orientală |
| Robinia pseudacacia L.                    | Salcâm alb                   | America de Nord            |
| Rosa canina L.                            | Măcieș                       | Europa, Asia               |
| Spiraea vanhouttei (Briot.) Zab.          | Spirea Vanhoutta             | hibrid                     |
| Syringa vulgaris L.                       | Liliac obișnuit              | Europa de sud, Balcani     |
| Tilia tomentosa Moench.                   | Tei argintiu                 | Europa de sud-est          |
| Ulmus foliaceae Gilib.                    | Ulm de câmp                  | Europa de sud              |